# GP Denain 1999
De 41e editie van de wielerwedstrijd GP Denain werd gehouden op 22 april 1999. De start en finish vonden plaats in Denain in het Franse Noorderdepartement. De winnaar was de Nederlander Jeroen Blijlevens, gevolgd door Jaan Kirsipuu en Niko Eeckhout.

## Uitslag
| GP Denain 1999 |                         |                                     |          |
| Plaats         | Naam                    | Ploeg                               | tijd     |
| Winnaar        | Jeroen Blijlevens       | TVM-Farm Frites                     | 4u28'00" |
| 2              | Jaan Kirsipuu           | Casino-C'est votre équipe           | z.t.     |
| 3              | Niko Eeckhout           | Palmans-Ideal                       | z.t.     |
| 4              | Stéphane Barthe         | Casino-C'est votre équipe           | z.t.     |
| 5              | Ludovic Capelle         | Home Market-Ville de Charleroi      | z.t.     |
| 6              | Damien Nazon            | Française des Jeux                  | z.t.     |
| 7              | Franky Van Haesebroucke | Collstrop-De Federale Verzekeringen | z.t.     |
| 8              | Sébastien Hinault       | Crédit Agricole                     | z.t.     |
| 9              | Lars Michaelsen         | Française des Jeux                  | z.t.     |
| 10             | Fabiano Fontanelli      | Mercatone Uno-Bianchi               | z.t.     |

1959 · 1960 · 1961 · 1962 · 1963 · 1964 · 1965 · 1966 · 1967 · 1968 · 1969 · 1970 · 1971 · 1972 · 1973 · 1974 · 1975 · 1976 · 1977 · 1978 · 1979 · 1980 · 1981 · 1982 · 1983 · 1984 · 1985 · 1986 · 1987 · 1988 · 1989 · 1990 · 1991 · 1992 · 1993 · 1994 · 1995 · 1996 · 1997 · 1998 · 1999 · 2000 · 2001 · 2002 · 2003 · 2004 · 2005 · 2006 · 2007 · 2008 · 2009 · 2010 · 2011 · 2012 · 2013 · 2014 · 2015 · 2016 · 2017 · 2018 · 2019 · 2020 · 2021 · 2022 · 2023 · 2024 · 2025